# 明るい選挙推進協会
公益財団法人明るい選挙推進協会（あかるいせんきょすいしんきょうかい）は、各種公職の選挙が公明且つ適正に行われるための普及啓発事業を実施する公益法人。略称は明推協。元総務省自治行政局（旧自治省）所管。

## 概要
ボランティアとともに、総務省、各自治体の選挙管理委員会と連携し、選挙違反のない選挙を目指す「明るい選挙推進運動」、投票参加及び国民の政治意識の向上等を図るための事業を行っている。
1951年の第2回統一地方選挙で6万人を超す選挙違反による検挙者が出た。また、次期（第25回）衆院選に向けての事前運動も盛んに行われていた。これをきっかけに、前田多門などの有志によって「明るくきれいな選挙」の呼びかけが行われた。その結果、1952年に、言論、実業、経済、婦人等各界の全面的な支持を受けて「公明選挙連盟」が結成された。
しかし、1961年に公明政治連盟（のちの公明党）が結党されたことから、1965年に新しい名称を公募。7千通を超える応募の中から「明るく正しい選挙」が選ばれ、公明選挙連盟とは別に、「明るく正しい選挙推進全国協議会（略称：全推協）」が発足した。同年、「明るく正しい選挙の歌」を公募し、「きれいなせんきょ」「この一票に」「すっきり音頭」の3曲が選定された。これらの楽曲は、当時音羽ゆりかご会（きれいなせんきょ）、ダークダックス（この一票に）、三波春夫 & 島倉千代子（すっきり音頭）の歌唱を吹き込んだソノシートが製造されている。
明るく正しい選挙推進全国協議会は1974年、「明るい選挙推進協議会」 へと名称を簡素化。1976年、公明選挙連盟と明るい選挙推進協議会が合併し、現在の「明るい選挙推進協会」が発足した。
2000年4月にはイメージキャラクターの「選挙のめいすいくん」が作られた。
2009年5月にはうるまでるびの選挙啓発アニメーション「うるまでるびのGO!GO!選挙」が制作され、YouTubeで公開された。2010年の成人式では、DVDが新成人を対象に配布された。